# Bert Allum
Albert Edward „Bert“ Allum (* 15. Oktober 1930 in Notting Hill; † 6. Januar 2018 in Glasgow) war ein englischer Fußballspieler.

## Karriere
Allum kam Anfang 1950 bei einem 3:1-Erfolg über Port Vale erstmals für Hereford United in einem Reservewettbewerb zum Einsatz. Wenig später wurde er auch in der ersten Mannschaft in der Southern League als Halbstürmer eingesetzt, zu diesem Zeitpunkt diente Allum bei der Armee. Allum gehörte bei Hereford in der Folge zum Profikontingent, 1951 wurde das Team Vizemeister der Southern League. Im Erstrundenspiel des FA Cups 1951/52 gegen Guildford City brachte Allum sein Team mit 1:0 in Führung, im Gegensatz zu den beiden vorangegangenen Spielzeiten gelang aber nicht in der Einzug in die zweite Runde, sondern man unterlag noch mit 1:4.
Im Oktober 1952 zum FC Brentford gewechselt, wurde Allum im August 1953 als Neuzugang beim FC Dover vorgestellt, nachdem er bei Brentford nicht über Einsätze im Reserveteam hinaus gekommen war. Mit Dover gewann er 1952 die Meisterschaft der Kent League und gehörte zu den Stammspielern in der Sturmreihe. 1957 folgte der erstmalige Gewinn des Kent League Cups (4:1 gegen die Reserve des FC Gillingham), das Finale um den Kent Senior Shield wenige Tage später ging hingegen mit 1:4 gegen den FC Folkestone verloren. Nachdem Allum während der Saison 1956/57 als „Star des Dover-Angriffs“ betitelt wurde und presseseitig über Interesse von Klubs der Football League berichtet worden war, unternahm er im Sommer 1957 einen erneuten Anlauf, sich bei einem Klub der Football League durchzusetzen: der Ex-Klub von Dover-Trainer Fred Durrant, Drittligist Queens Park Rangers verpflichtete Allum.
Sein Pflichtspieldebüt für QPR folgte Anfang September, als er für den verletzten Bobby Cameron in die Mannschaft rutschte. Auf Rechtsaußen aufgeboten, bildete er mit Arthur Longbottom, Bill Finney, Eddie Smith und Peter Angell die Sturmreihe, als das Team bei der 1:2-Liganiederlage gegen Colchester United unmittelbar vor Spielende noch ein Gegentor hinnehmen. Die Presse urteilte im Anschluss über seine Leistung: „schlug einige gute Flanken, [...] aber er muss sein Spiel noch dem Tempo des Drittligafußballs anpassen.“ Zu einem weiteren Einsatz kam es in der Folge nicht mehr, bereits im November 1957 kehrte Allum zu Dover zurück. In einem Interview mit der Lokalpresse äußerte sich Allum zu den Hintergründen der schnellen Rückkehr: Nach der Niederlage gegen Colchester United wäre er zum Sündenbock für das Ergebnis gemacht worden. In einem anschließenden Reservespiel wäre ihm ein nicht fitter Spieler vorgezogen worden und anschließend hätte ihm QPR-Trainer Jack Taylor vorgeworfen, er sei ein „fauler Spieler“. Hieraufhin habe er seine sofortige Entlassung gefordert.
Zwei weitere Jahre in Dover endeten 1959 mit einem Sieg im binationalen Channel Cup über die Amateurmannschaft von Calais. Anfang September 1959 wurde er von Deal Town, einem Klub der Aetolian League verpflichtet. Nach der Vizemeisterschaft in der ersten Saison verpasste Allum den Großteil der Saison 1960/61 wegen eine Knieverletzung und erhielt anschließend von Deal Town keine Vertragsverlängerung angeboten. Seine Fußballerlaufbahn setzte er in der Saison 1961/62 beim FC Willesden, ebenfalls in der Aetolian League, fort.